# Succowia balearica
Succowia balearica är en korsblommig växtart som först beskrevs av Carl von Linné, och fick sitt nu gällande namn av Friedrich Casimir Medicus. Succowia balearica ingår i släktet Succowia och familjen korsblommiga växter. Inga underarter finns listade i Catalogue of Life.